# Ivica Žerjavić
Ivica Žerjavić (Zagreb, 11. listopada 1955. – Zagreb, 9. srpnja 2008.) hrvatski arhitekt.

## Životopis
Rođen je u Zagrebu 11. listopada 1955. godine. Tu je završio osnovnu školu i gimnaziju kao i studij arhitekture na Arhitektonskom fakultetu Sveučilišta u Zagrebu. Po završetku studija 1981. godine zaposlio se kao projektant u R.O. "Žerjavić", a od 1984. godine, nakon položenog stručnog ispita, u istoj je tvrtki radio kao odgovorni projektant i rukovodilac arhitektonske grupe na poslovima projektiranja i nadzora nad izvođenjem stambenih, poslovnih i industrijskih zgrada, dječjih ustanova te školskih zgrada. 1990. godine osnovao je privatno poduzeće "ŽŽ" u kojem je radio kao direktor do 1992. godine kada je preuzeo dužnost višeg savjetnika za investicije u Ministarstvu prosvjete i kulture (danas Ministarstvo znanosti, prosvjete i športa). Na ovom je poslu, pored uobičajenih zadaća, sudjelovao u izradi pravilnika za projektiranje i izgradnju srednjoškolskih objekata i učeničkih domova. 1994. godine vratio se na dužnost direktora u "ŽŽ" d.o.o. za projektiranje i usluge koju je sa zadovoljstvom i nesmanjenim radnim elanom obavljao do smrti. Po povratku na ovu dužnost ponovno se posvetio projektiranju stambenih, poslovnih i industrijskih zgrada kao i fakulteta i hotelskih objekata, a bio je i projektant "Hrvatske kuće" na Olimpijskim igrama u Atlanti 1996. godine kao i projektant press centara i izložbi organiziranih povodom sudjelovanja nogometne reprezentacije Hrvatske na Svjetskom nogometnom prvenstvu u Francuskoj 1998. godine. Paralelno s projektantskim poslovima vodio je i nadzor nad građenjem zgrada. 
U dvadeset i sedam godina svojim se zanimanjem, kao i zvanjem direktora u malom poduzeću, povezao s problematikom uloge projektanta kao i nužno nametnutom ulogom "leadera" unutar timova kojima je cilj bila realizacija određenih projekata od početne ideje do njenog oživotvorenja. Bio je član Hrvatske komore arhitekata i inženjera u graditeljstvu u svojstvu ovlaštenog arhitekta od njezinog osnutka. Umro je u Zagrebu 9. srpnja 2008. godine.

## Nagrade i projekti
Izvedeni projekti (odabir)
- - Multimedijalni centar i TV studio Svjetske zdravstvene organizacije ŠNZ “A. Štampar” - Zagreb, 1986.
- - OŠ ”Ljubeščica” - Ljubeščica, 1986.
- - Energana “Karlovačke pivovare” - Karlovac, 1987.
- - Stambeno poslovna zgrada i MZ “V. zemaljske konferencije” - Zagreb, 1989.
- - Stambene zgrade Z1 - Sv. Duh, Zagreb, 1992.
- - Područna OŠ “Dinjevac” - Dinjevac, 1992.
- - Fermentorsko postrojenje “Karlovačke pivovare” - Karlovac, 1995.
- - Stambena zgrada Antunovac - Zagreb, 1996.
- - “Hrvatska kuća” za OI 1996. - Atlanta, SAD, 1996.
- - Filtersko postrojenje “Karlovačke pivovare” - Karlovac, 1996.
- - Press centar HNS te više izložbenih prostora HTZ na Svjetskom nogometnom prvenstvu - Francuska, 1998.
- - Interpolacija nove zgrade Tekstilno tehnološkog fakulteta - Zagreb, 2004.

Natječajni radovi
- - Urbanističko arhitektonsko rješenje kompleksa UHTOC – Utrina, Zagreb, 1982. – 1. nagrada (u suradnji s arhitektom Mladenom Sabolovićem)
- - Dom za starije i nemoćne osobe - Sloboština, Zagreb, 2005. – 1. nagrada (u suradnji s arhitekticama Iskrom Juničić-Žerjavić i Dunjom Mandić)
- - Idejno arhitektonsko urbanističko rješenje Poslovnog kompleksa Instituta za poljoprivredu i turizam – Poreč, 2006. – 2. nagrada (u suradnji s arhitekticama Iskrom Juničić-Žerjavić i Dunjom Mandić)
- - Poslovna zgrada “Jugoton” – Zagreb, 1987. – otkup
- - Tržni centar “Sesvete” – Sesvete, 1992. – otkup
- - Poslovna zgrada Petrinjska 42 – Zagreb, 1993.
- - Idejno arhitektonsko rješenje centra Vrbovca s domom kulture i tržnicom – Vrbovec, 1994.
- - Stambeno poslovna zgrada Masarykova 4 – Zagreb, 1997. (u suradnji s arhitekticom Iskrom Juničić-Žerjavić)
- - Muzej suvremene umjetnosti – Zagreb, 1999. (u suradnji s arhitekticom Iskrom Juničić-Žerjavić)
- - Polivalentna rukometna dvorana RŠC Špansko – Zagreb, 2004. (u suradnji s arhitekticama Iskrom Juničić-Žerjavić i Dunjom Mandić)
- - Dječji vrtić “Vrbani” – Zagreb, 2005. (u suradnji s arhitekticama Iskrom Juničić-Žerjavić i Dunjom Mandić)
- - Dječji vrtić “Zvončić” – Zagreb. 2006. (u suradnji s arhitekticama Iskrom Juničić-Žerjavić i Dunjom Mandić)
- - Dječji vrtić “Borovje” – Zagreb. 2006. (u suradnji s arhitekticama Iskrom Juničić-Žerjavić i Dunjom Mandić)

Ostali radovi   
- - Odmaralište “Elektra”  - Preko, otok Ugljan, projekt, 1995. (u suradnji s arhitekticom Iskrom Juničić-Žerjavić)
- -  Skladišno poslovni kompleks “MERRIT” – Žitnjak, Zagreb, projekt,1995. (u suradnji s arhitekticom Iskrom Juničić-Žerjavić)
- - više realiziranih obiteljskih kuća u Zagrebu
- - više realiziranih stomatoloških ordinacija u Zagrebu

sudjelovanje u javnim natječajima u svojstvu člana ocjenjivačkog suda
- Dom za starije i nemoćne osobe u Markuševcu – Zagreb, 2006.

Ostale stručne reference
- - kao djelatnik Ministarstva prosvjete i športa sudjelovao u izradi pravilnika za projektiranje i izgradnju srednjoškolskih objekata i učeničkih domova
- - izlaganjem projekata sudjelovao na više Zagrebačkih salona
- - sudjelovao na Godišnjoj izložbi realizacija 2005.
- - kao jedan od autora prvonagrađenog rada projekta Doma za starije i nemoćne osobe u naselju Sloboština javno izlagao o projektu u ime autorskog tima